# Мока (Порторико)
Мока (шп. Moca) је општина у америчкој острвској територији Порторико, острвској држави Кариба.

## Демографија
По попису из 2010. године број становника је 40.109, што је 412 (1,0%) становника више него 2000. године.
| Група             | 2000.          | 2010.          |
| Белци             | 267 (0,7%)     | 185 (0,5%)     |
| Афроамериканци    | 1.066 (2,7%)   | 1.796 (4,5%)   |
| Азијати           | 33 (0,1%)      | 32 (0,1%)      |
| Хиспаноамериканци | 39.380 (99,2%) | 39.885 (99,4%) |
| Укупно            | 39.697         | 40.109         |